# آروسیاک ماناوازیان
آروسیاک لوونی ماناوازیان (ارمنی: Արուսյակ Լեւոնի Մանավազյան؛ زادهٔ ۲۲ ژوئیهٔ ۱۹۸۶) یک  سیاستمدار اهل ارمنستان است که از تاریخ ۲۰۲۱ تا تاریخ ۲۰۲۶ سمت نمایندگی دوره هشتم مجلس ملی جمهوری ارمنستان را برعهده داشت.

## زندگی‌نامه
در ۲۲ ژوئیهٔ ۱۹۸۶ ‏در روستای باقرامیان به دنیا آمد و از دانشگاه هراچیا آجاریان ایروان فارغ‌التحصیل شد. 